# Arpheuilles (Indre)
Arpheuilles è un comune francese di 255 abitanti situato nel dipartimento dell'Indre nella regione del Centro-Valle della Loira.

## Società

### Evoluzione demografica
Abitanti censiti